# Кристабел Борг
Кристабел Борг (енг. Christabelle Borg; 28. април 1992), позната и као једноставно Christabelle, је малтешка певачица, текстописац и водитељица. Широј јавности је позната као представница Малте на Песми Евровизије 2018.

## Биографија
Кристабел Борг је рођена 28. априла 1992. године у Мгару, на Малти. Касније је студирала музику на универзитеу Mount St. Mary's College у Лос Анђелесу, на којем је 2014. дипломирала. Након тога, студирала је рачуноводство на Универзитету Малте, а магистрирала је у 2015. години.
Борг је каријеру започела као тинејџерка, гостовајући на малтешким емисијама Teen Trouble и Teen Traffic. Покушала је да представља Малту на Дечијој Песми Евровизије 2005. године са песмом Going wild, али безуспешно. 2014. је учествовала на малтешком националном избору за Песму Евровизије са песмом Lovetricity, а завршни пласман јој је био осмо место. На национални избор се вратила 2015. године са песмом Rush и завршила је друга. Поново покушава 2016. године са песмом Kingdom и завршава шеста. 2018. године, из четвртог покушаја побеђује на националном избору и одлази на Песму Евровизије 2018. у Лисабон. Тамо је певала песму Taboo. Наступала је у другом полуфиналу из којег се није пласирала у финале. Била је тринаеста са 101 освојеним бодом.

## Дискографија
- Going wild (2005)
- I Wanna Know (2009)
- Naturally (2009)
- Everytime I Bleed (2009)
- Flame (2009)
- Everything About You (2011)
- Say (2012)
- Fall for You (2013)
- Bay Kids Song (2013)
- Lovetricity (2014)
- Rush (2015)
- Kingdom (2016)
- Never Gone (2017)
- Taboo (2018)